# Murat Aslanoğlu

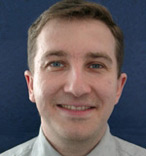
Murat Aslanoğlu 2006

Murat Aslanoğlu (* 15. Januar 1972 in Heidelberg) war von 2003 bis 2008 muslimischer Vorsitzender des Koordinierungsrates des christlich-islamischen Dialogs (KCID).

## Leben
Aslanoğlu wurde als ältester Sohn türkischer Einwanderer geboren. Im Erwachsenenalter nahm er die deutsche Staatsangehörigkeit an. 
Aslanoğlu ist Diplom-Betriebswirt (BA) und arbeitet als Fachreferent in der Daimler AG im Bereich Finanzen und Controlling. Er ist verheiratet und hat zwei Kinder.

## Wirken
Von 1999 bis 2004 stand Murat Aslanoğlu neben dem christlichen Mitvorsitzenden Michael Blume der Christlich-Islamischen Gesellschaft Region Stuttgart e. V. (CIG Stuttgart) vor, deren Ehrenmitglied er bis zu deren Auflösung im Jahr 2013 war. Der Verein richtete unter anderem das erste Abrahamsfest in Deutschland unter Beteiligung von Juden, Christen und Muslimen aus. Daneben organisierte er Vorträge, Theater- und Kabarett und gegenseitige Besuche in Moscheen, Kirchen und Synagogen. Er setzt sich für eine interreligiöse Begegnungsstätte (Haus Abraham) im Kloster Denkendorf ein, das vom Verkauf bedroht ist. Aslanoğlu ist Mitinitiator und Vorstandsmitglied der Christlich-Muslimischen Friedensinitiative e. V.
Seit der Gründung des KCID 2003 stand  er diesem gemeinsam mit seiner christlichen Ko-Vorsitzenden Melanie Miehl vor. Zu seinem Nachfolger wurde Ali Nihat Koc aus Nürnberg gewählt.
Aslanoğlu vertritt seine Standpunkte in Fernseh- und Zeitungsinterviews, auf kirchlichen und islamischen Tagungen  sowie in Gesprächen mit Kirchenvertretern und Politikern. Er gehörte zu der kleinen Gruppe von Muslimen, die Papst Benedikt XVI. beim Weltjugendtag 2005 in Köln zum Gespräch empfing.
Dem Jugendhilfeausschuss des Gemeinderates von Stuttgart gehörte Aslanoğlu von 1999 bis 2004 an.
Aslanoğlu lehnt Hass, Terror und Selbstmordattentate im Namen des Islam strikt ab. Er vertritt die Auffassung, dass Islam, Menschenrechte und Demokratie vereinbar sind und sich auseinander ergeben. Die islamische Welt müsse  aus der Verantwortung vor Gott die Kraft zu Reformen und Selbstkritik aufbringen. Durch oft an kurzsichtigen wirtschaftlichen und politischen Interessen orientierte Politik und manchmal pauschale Diskriminierungen gegen Muslime sowie teilweise auch kulturelle Arroganz habe auch die westliche Welt die Situation deutlich verschlimmert und die falschen Kräfte gestärkt. Aslanoğlu kritisiert mangelndes Wissen, Vorurteile und Verschwörungstheorien, die das Zusammenleben vergiften.